# Świętajńska Karczma
Świętajńska Karczma (deutsch Karlsrode) ist ein kleiner Ort in der polnischen Woiwodschaft Ermland-Masuren und gehört zur Gmina Olsztynek (Stadt- und Landgemeinde Hohenstein in Ostpr.) im Powiat Olsztyński (Kreis Allenstein).

## Geographische Lage
Świętajńska Karczma liegt im südlichen Westen der Woiwodschaft Ermland-Masuren, 21 Kilometer südöstlich der früheren Kreisstadt Osterode in Ostpreußen (polnisch Ostróda) bzw. 25 Kilometer südwestlich der heutigen Kreismetropole Olsztyn (Allenstein).

## Geschichte
Das damalige Karlsrode wurde 1885 gegründet und war bis 1945 ein Wohnplatz der Gemeinde Schwenteinen (polnisch Świętajny) im Kreis Osterode in Ostpreußen.
Als 1945 in Kriegsfolge das gesamte südliche Ostpreußen an Polen überstellt wurde, war auch Karlsrode davon betroffen. Der Ort wurde verselbständigt und erhielt die polnische Namensform „Świętajńska Karczma“. Heute gehört er zum Schulzenamt (polnisch Sołectwo) Sudwa und ist in die Stadt- und Landgemeinde Olsztynek (Hohenstein i. Ostpr.) im Powiat Olsztyński (Kreis Allenstein) eingegliedert, bis 1998 der Woiwodschaft Olsztyn, seither der Woiwodschaft Ermland-Masuren – mit Sitz in Olsztyn (Allenstein) – zugehörig.

## Kirche
Als Ortsteil von Schwenteinen (polnisch Świętajny) war Karlsrode bis 1945 in die evangelische Pfarrkirche Hohenstein (Ostpreußen) in der Kirchenprovinz Ostpreußen der Kirche der Altpreußischen Union, außerdem in die römisch-katholische Kirche in Hohenstein im damaligen Bistum Ermland eingepfarrt.
Heute gehört Świętajńska Karczma katholischerseits zur Stadtkirche Herz-Jesu in Olsztynek, jetzt dem Erzbistum Ermland zugehörig. Außerdem ist der Ort der evangelischen Kirchengemeinde Olsztynek zugeordnet, einer Filialgemeinde der Christus-Erlöser-Kirche Olsztyn in der Diözese Masuren der Evangelisch-Augsburgischen Kirche in Polen.

## Verkehr
Świętajńska Karczma liegt an einer Nebenstraße, die Ostróda (Osterode in Ostpreußen) über Rychnowo (Reichenau) mit Olsztynek (Hohenstein i. Ostpr.) verbindet. Eine Landwegverbindung von Zawady (Sawadden, 1938 bis 1945 Jungingen) über Czerwona Woda (Rothwasser) endet in Świętajńska Karczma. Eine Anbindung an den Bahnverkehr besteht nicht.